# Palermo di Santa Margherita

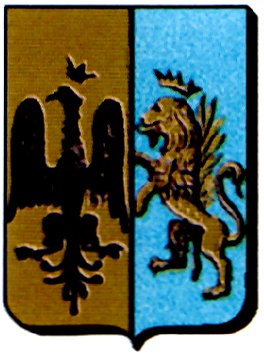
Stemma dei principi di Santa Margherita

I Palermo sono un'antica famiglia storica siciliana.
La famiglia ebbe la baronia di Santa Margherita (Messina) nel 1340, con il barone di Vallelonga, Luigi Giacomo, detto Aloisio, "regio familiare" e "gentiluomo di camera" il 29 marzo 1397, gran coppiere del regno d'Aragona, con carica ereditaria.
La baronia venne elevata a principato nel 1708 dal re Filippo V di Spagna, con don Giovanni V Palermo e Maniace Crisafi, decimo barone e primo principe di Santa Margherita. I Palermo ebbero anche il feudo di Martini, una baronia che rivestì particolare importanza nella storia feduale e amministrativa della Sicilia in quanto la famiglia ne ebbe la concessione come parìa del Regno di Sicilia: ciò consentì loro l'accesso alla Camera dei pari.

## Gli ammiragli
Secondo gli storici della feudalità siciliana i Palermo furono già nobili sotto il dominio normanno, nell'XI secolo: in un diploma normanno del 1066 dello storico d'Arrigo, l'ammiraglio Giovanni Giacomo (di) Palermo viene qualificato nobilis Messanensis, nobilitate clarus e in uno aragonese del 29 marzo 1397 si riconosceva la "regia familiarità" al primo barone di Santa Margherita, Luigi Giacomo Palermo, e la famiglia viene già definita "di vetusta nobiltà". Le origini della famiglia risalirebbero agli arconti ed ammiragli di Palermo dell'epoca bizantino-araba in Sicilia, e rimonterebbero ai principi di Antiochia. Riconoscono concordemente quale capostipite
- l'ammiraglio Giorgio Rozio d'Antiochia (Antiochia, circa 1100 – 1149 o 1150), un greco-melchita, che segretamente cercò rifugiò nella Sicilia cristiana. Al suo arrivo nella capitale siciliana, Giorgio si recò immediatamente a palazzo e trovò impiego presso il Re normanno Ruggero II. Grazie al suo bilinguismo (greco e arabo) e per la sua familiarità col Mar Mediterraneo, fu presto impiegato come ambasciatore in missioni presso la corte fatimide egiziana. Guadagnò il titolo onorifico di familiaris della corte e, nel 1123, divenne il secondo in comando della flotta di Christodulus. Nel 1132 gli fu concesso il titolo di amiratus amiratorum, che è stato talora interpretato come "ammiraglio degli ammiragli" ma che significa assai più probabilmente "Emiro degli Emiri", ossia "Comandante dei Comandanti" (una sorta di Generalissimo): argomentazione suffragata dal fatto che in greco il titolo fu quello di "Arconte degli Arconti", che significa all'incirca la stessa cosa[5]. Poliglotta e uomo di ampia cultura, fondò la chiesa di San Michele a Mazara del Vallo e quella di Santa Maria dell'Ammiraglio a Palermo, conosciuta anche come Martorana, oltre al Ponte a sette arcate detto "dell'Ammiraglio", che scavalca il fiume di Palermo, l'Oreto.L'interno della Chiesa di Santa Maria dell'Ammiraglio a Palermo, fondata da Giorgio d'Antiochia.

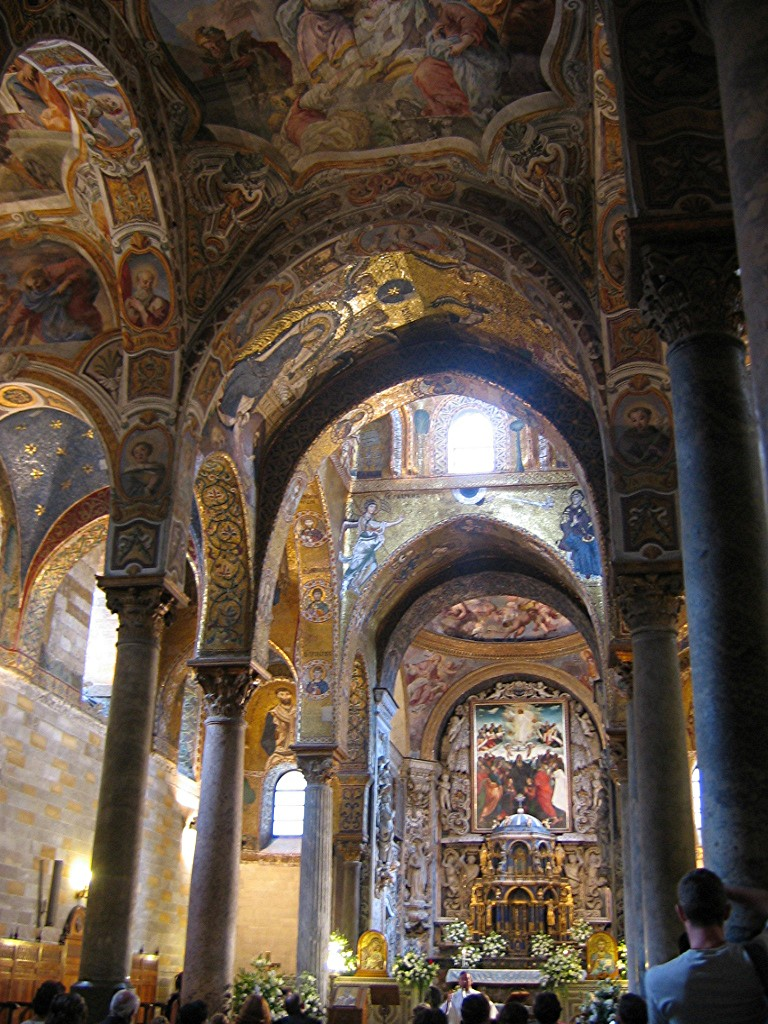
L'interno della Chiesa di Santa Maria dell'Ammiraglio a Palermo, fondata da Giorgio d'Antiochia.

- L'ammiraglio Eugenio di Palermo visse dal 1130 al 1203[6]. Nipote dell'ammiraglio Eugenio I e figlio dell'ammiraglio Giovanni I di Palermo[7] (nipote dell'ammiraglio Giorgio d'Antiochia), fu maestro della regia Dogana dei baroni e Regio Ammiraglio dal 1190. Imprigionato dall'Imperatore Enrico VI nel 1195, liberato nel 1196, fu Maestro Camerario di Puglia e Terra di Lavoro (1198-1202). Dottissimo, aiutò l'anonimo interprete dell'Almagesto di Tolomeo, il quale lo definì tam grecae quam arabicae linguae peritissimum, latinae non ignarum[8]; tradusse l'Ottica di Tolomeo dall'arabo in latino e gli Oracoli sibillini dal greco in latino; pubblicò la celebre favola di Stephanites e Ichnelates tradotta in greco da Simone Seth.[9]

## Il ceppo originario
Il primo febbraio 1240 l'imperatore Federico II concesse al maestro Roberto de Panhormo e ai suoi eredi tre tenimenti di terre, dei quali uno in «contrata Canni prope Panhormum tenimentum casalis ditti Rachalsarcadi, tenimentum casalis Capacis et tenimentum Montis Colubrini posita infra tenimentum casalis et tenimenti Carini et alios pecios terrarum in contrata fluminis Animarat et portam maris Panhormi, alium pecium terre extra portam Thermarum Panormi»
- Il notaio Andrea de Panhormo ricevette in vitalizio il feudo Rabiato, ubicato nel territorio di Piazza (presso il Monte di marzo, presso le terre di Andrea de Venula e presso le terre di Enrico Petrella); dopo la sua morte, il feudo ritornò alla R. Corte, e nel novembre 1355 fu concesso a beneplacito regio a Giovanni Albiginio, al quale fu confermato il 12 maggio 1361 estendendo il privilegio anche agli eredi[11].
- Il 24 giugno 1337 Federico III conferma a notar Guglielmo de Panhormo di Castrogiovanni l'eredità del feudo di Capodarso alla condizione di assumere il cognome Pantosa[12]

La famiglia Palermo di Santa Margherita godeva del privilegio della sepoltura nel duomo di Messina, dove lo scultore Antonello Gagini, nel 1525, scolpì il monumentale sarcofago marmoreo del patrizio messinese don Cristoforo Palermo di Santa Margherita, andato distrutto nel terremoto del 1908.
La famiglia, nelle linee sotto elencate, risulta iscritta nell'Elenco ufficiale della nobiltà italiana del 1922.
I Palermo si sono divisi in molti rami nel corso dei secoli tra cui si ricordano quelli dei marchesi Palermo di Calorendi, dei baroni Palermo di Grotteria, dei baroni Palermo di Lazzarino, dei baroni Palermo di Monteleone e conti Palermo di Casandola a Malta

## I Palermo di Calorendi

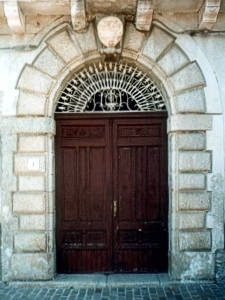
Portale del Palazzo Palermo di Santa Margherita nella ex Piazza San Domenico a Grotteria, oggi intestata a Nicola Palermo

I Palermo di Calorendi si distaccarono dal ceppo comune con don Giuseppe Palermo e Staiti, dei principi di Santa Margherita, cavaliere dell'Ordine di Malta, figlio di don Giovanni Palermo e Arezzo e di donna Lavinia Staiti e Spadafora. Giuseppe venne nominato nel 1745 marchese di Calorendi dal re Carlo III di Borbone
- Gaspare Palermo e Sollima, dei marchesi di Calorendi e dei principi di Santa Margherita fu rettore dell'opera di Navarro a Palermo e scrisse una "Guida di Palermo".
- Raimondo I Palermo e Balsamo, quinto marchese di Calorendi dei principi di Santa Margherita fu rettore dell'Università di Palermo dal 1805 al 1849 e senatore di Messina negli anni 1838/1839 e 1840.

## I Palermo di Malta
I Palermo di Malta si distaccarono dai precedenti con don Calcedonio Palermo e Spadaro, figlio di Raimondo I Palermo e Balsamo dei principi di Santa Margherita e di Francesca Paola Stagno Navarra Muscati della Bahiria, ultima contessa di Casandola. La famiglia Stagno Navarra perì interamente sotto le macerie del disastroso terremoto di Messina del 1908, con don Giuseppe Stagno Navarra, 5º Conte della Bahria e 6º Conte di Casandola (1842-1908), la moglie donna Concetta Bozzo Ziniti e i figli don Giuseppe, don Alfredo e don Paolo;. Questo ramo ha adottato lo stemma della famiglia Stagno Navarra Muscati della Bahria.

## I Palermo di Grotteria

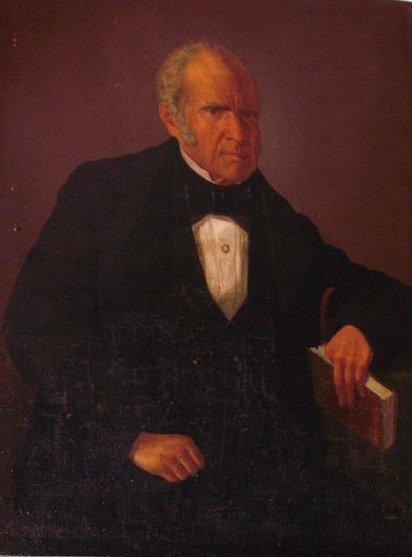
Ritratto del capitano napoleonico, il barone Giovanbattista Palermo di Santa Margherita (Grotteria 1786 - 1861)

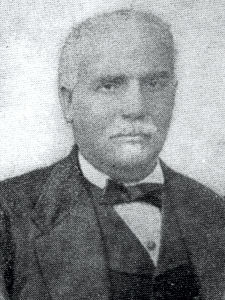
Il barone don Nicodemo Palermo di Santa Margherita (Grotteria, 1825 - 1901) in una foto ottocentesca

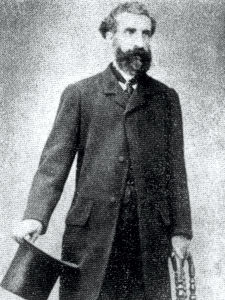
Il barone don Nicola Palermo di Santa Margherita (Grotteria, 1826 - 1876) in una foto ottocentesca

I Palermo di Grotteria si distaccarono nel XV secolo dalla linea originaria dei baroni di Santa Margherita con Giovan Tommaso Palermo di Santa Margherita, patrizio di Messina, figlio di don Salvo I Palermo, terzo barone di Santa Margherita nel 1430.
Tra i suoi discendenti si ricordano:
- Il capitano napoleonico, barone don Giovanbattista Palermo e Falletti-Lamberti dei principi di Santa Margherita da Grotteria, che fu patriota e combattente per l'unità d'Italia. Schieratosi da principio con i sostenitori della Repubblica Partenopea, partecipò alla campagna di Russia nel 1812 e combatté a Waterloo. A causa delle sue attività rivoluzionarie, venne condannato al carcere duro per più di due anni e infine espulso da Napoli e confinato a Castelvetere.
- Nicodemo Palermo e Macedonio dei principi di Santa Margherita, primogenito di Giovambattista, nacque a Grotteria il 6 agosto del 1825 e insieme al fratello Nicola fu patriota del Risorgimento italiano. Storico e letterato, poliglotta (parlava correntemente otto lingue oltre all'italiano) fu anche traduttore di molti classici dell'epoca[20]. Bibliofilo accanito, raccolse nel Palazzo di famiglia a Grotteria una biblioteca di oltre 20.000 volumi in molte lingue. Arrestato insieme al padre e al fratello, trascorse otto anni nel bagno penale di Procida. Nel 1856 scrisse l'opera "La vendetta di un liberale" e nel 1861 "In morte di Giovambattista Palermo". Nel 1876 scrisse "Intorno alla vita di Nicola Palermo da Grotteria" nel 1881 "Di Vincenzo Dr. Fabiani da Grotteria". Morì a Gerace il 2 febbraio 1901.
- Il fratello, barone don Nicola Palermo e Macedonio dei principi di Santa Margherita, nato a Grotteria il 21 dicembre 1826, fu la figura di maggior rilievo della famiglia: condannato il 16 maggio 1851 alla pena di morte per cospirazione, la pena gli fu in seguito commutata al carcere duro. Il 27 dicembre 1858 la pena dell'ergastolo venne a sua volta commutata in esilio perpetuo dal Regno di Napoli. Imbarcato per l'America, dopo un ammutinamento[21] sbarcò invece in Inghilterra dove conobbe Cavour. Rientrato in Italia, si stabilì a Firenze fino al crollo del regno borbonico nel 1860 e poté tornare a Grotteria dove, minato nel fisico e nello spirito dai molti patimenti subiti nelle galere borboniche, morì il 10 marzo 1876, poco prima di compiere i cinquant'anni. Tra le sue opere: "L'Ipocrita, ossia I misteri di Calabria nella ultima dominazione borbonica", romanzo storico in tre volumi pubblicato per la prima volta a Messina nel 1867[22].

## I Palermo di Lazzarino

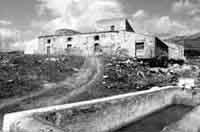
La Fattoria del feudo dei Palermo di Santa Margherita a Lazzarino presso Sciacca in una foto d'epoca

I Palermo di Lazzarino si distaccarono dalla linea originaria nel XVII secolo con fra Diego Palermo di Santa Margherita, cavaliere dell'Ordine di Malta (8 novembre 1643), per il quale fu gran priore di Messina, Balì di Venosa. Era figlio di don Giovanni IV Palermo e Sedegno, ottavo barone di Santa Margherita, nobile di Scicli, giurato e capitano di Modica.
Il suo pronipote, don Vito Saverio Palermo e Manno dei principi di Santa Margherita, cavaliere dell'Ordine di Malta, barone di Lazzarino, barone di Bertolino e di Maragani (AG) (Sciacca 1832 - Girgenti 1896), fu poeta e drammaturgo (dramma Margherita Peralta). Gli viene attribuita l'ideazione e la costruzione del Baglio Maragani.
Girolamo Palermo dei principi di Santa Margherita e dei baroni di Lazzarino, fu vescovo di Mazara del Vallo nel 1759, giudice dell'Apostolica Legazia coll'aggregamento poi dell'abbazia di Santa Maria di Terrana nel 1764, ed infine arcivescovo di Laodicea.
A Sciacca don Gaspare Palermo dei principi di Santa Margherita, barone di Lazzarino, fece ristrutturare il palazzo Palermo nel 1860 (come si legge al di sopra del portone).
Sopra Sciacca, a sud di Rocca Nadone, esiste ancora la Casa fattoria del feudo Lazzarino, tipico esempio di architettura barocca. L'edificio oltre ai locali destinati alle necessità dell'azienda agricola e a quelli per il feudatario e la sua famiglia, comprendeva un oratorio edificato nel 1800 per ospitarvi la tomba della madre, Brigida Manno. Gli appartennero gli ex feudi di Bertolino, in territorio di Menfi, e di Maragani in territorio di Sciacca (AG), ereditati, dopo di lui dal figlio, Gaspare Palermo.

## I Palermo di Monteleone
I Palermo di Monteleone (oggi Vibo Valentia) si distaccarono dalla linea originaria con Tommaso Palermo di Santa Margherita, barone di Santa Margherita, Santo Stefano, Mili e Galati con investitura del Senato di Messina del 1675, primo barone di Castelluccio di Modica, figlio di don Giovanni IV Palermo e Sedegno. Il figlio, don Paolo Palermo di Santa Margherita, secondo barone di Castelluccio di Modica, patrizio di Messina, si trasferì nel 1684 a Reggio Calabria.

## I feudi
Nel corso dei secoli e nei vari rami nei quali si suddivise, la famiglia Palermo di Santa Margherita possedette i seguenti beni feudali:
- Baronie: Capodarso, Bertolino, Bulgarano, Cinisi. Rabiato, Vallelonga, San Giovanni, San Giuseppe, San Leonardo, Canalotto, Scirinda, Gallitano, Maragani, Castelluccio di Modica, Giummaria, Lazzarini, Misilabesi, Sovereto Fontanacalda, Mendolito e Bordea, Mesiano, Pernocari, Mili, Galati Superiore e Martini
- Contee: Casandola, Bahria;
- Marchesati: Martini (poi trasformato in baronia e parìa), Calorendi;
- Principati Santo Stefano Medio, Santa Margherita

## Lo stemma
I Palermo di Santa Margherita nel corso dei secoli e nelle varie linee usarono alcune variazione dello stemma.
Arma: partito: nel 1° d'oro con il grifo rampante d'azzurro, sormontato da un lambello di rosso di tre gocce; nel 2° d'azzurro al leone illeopardito d'oro, sostenente sul dorso un giglio d'argento. Cimiero: l'aquila nascente spiegata di nero, imbeccata e coronata d'oro.

Alias: partito: nel 1° d'azzurro all'aquila coronata di rosso; nel 2° d'azzurro alla palma sradicata al naturale.

Alias: partito: nel 1° ripartito da un filetto d'oro a) d'azzurro al leone d'oro sormontato da un lambello di tre pendenti di rosso; b) d'azzurro al leone d'oro sormontato da un giglio d'argento. Nel 2° troncato: a) di rosso a tre bottigliette d'oro disposte una e due b) d'oro a cinque palle di rosso disposte una, due e due.

Il ramo di Malta adottò lo stemma degli Stagno Navarra Muscati della Bahria

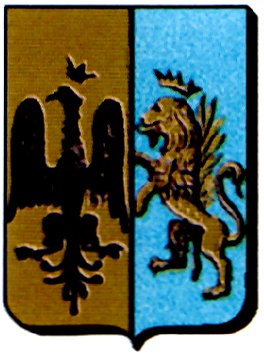
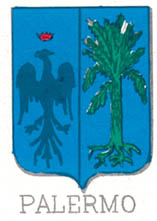
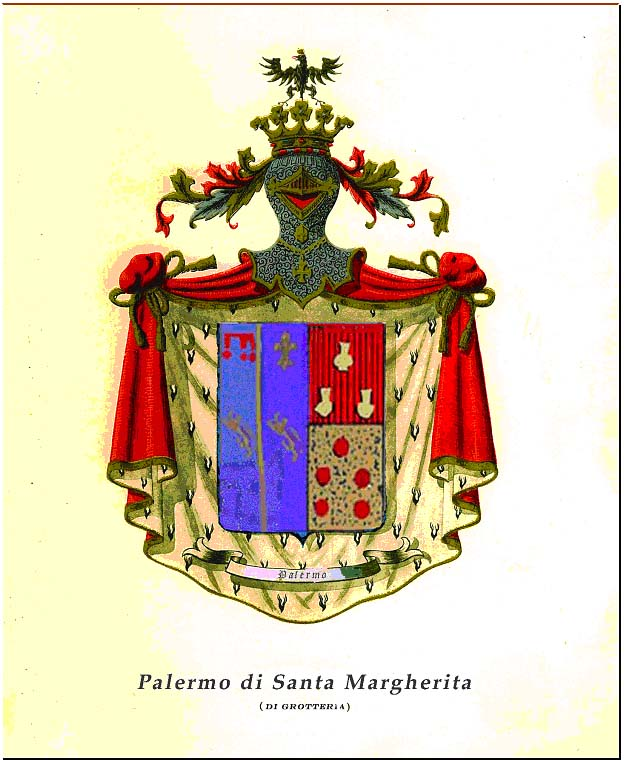
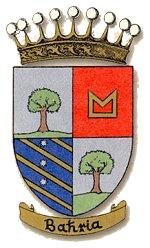